# Górnośląska Komisja Mieszana

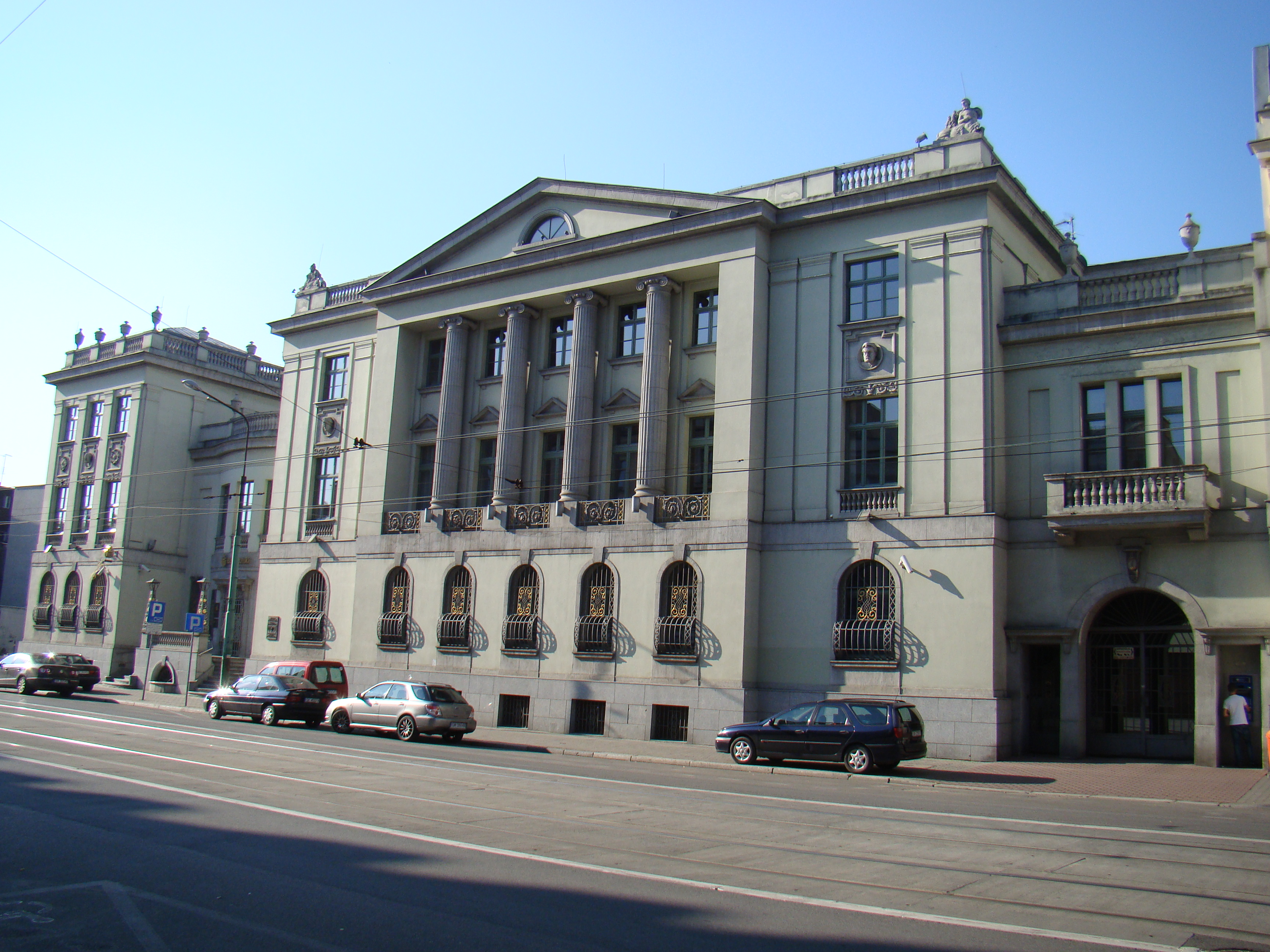
b. siedziba Górnośląskiej Komisji Mieszanej - Gmach Banku Spółek Zarobkowych w Katowicach przy ul. Warszawskiej 7

Górnośląska Komisja Mieszana (Gemischte Kommission für Oberschlesien) była jedną z dwóch międzynarodowych instytucji powstałych w 1922 na mocy podpisanej 15 maja tego roku w Genewie umowy polsko-niemieckiej o podziale Górnego Śląska (konwencja genewska o Górnym Śląsku), drugą był Górnośląski Trybunał Rozjemczy z siedzibą w Bytomiu. Celem obu instytucji był arbitraż między Polską i Niemcami w ewentualnych sporach wynikających z konwencji o Górnym Śląsku. Przewodniczącymi tych instytucji nie mogli być ani Polacy, ani Niemcy. Górnośląska Komisja Mieszana działała do 1937, do wygaśnięcia zawartej na 15 lat konwencji. Komisji przewodniczył Felix Calonder, obywatel Szwajcarii, stąd instytucja była określana popularnie jako Trybunał Calondera. Jej członkiem ze strony rządu Polski był m.in. Henryk Gruber.

## Siedziba
Mieściła się w Katowicach w Gmachu Banku Spółek Zarobkowych przy ówczesnej ul. Marszałka Piłsudskiego 42 (1937), obecnie zlokalizowanym przy ul. Warszawskiej 7.